# Simon Márton
Simon Márton (Kalocsa, 1984. április 14. –) magyar költő, műfordító, a slam poetry kiemelkedő alakja.

## Életpályája
2002-ben érettségizett a Pápai Református Kollégiumban, ugyanebben az évben részt vett Sárváron a Diákírók és Diákköltők Találkozóján, ahol bronz oklevelet és közönségdíjat kapott verseiért. 2002–2007 között a Pázmány Péter Katolikus Egyetem esztétika-kommunikáció szakos hallgatója volt. 2010-ben néhány hónapot az Egyesült Királyságban, 2017-ben pedig Lengyelországban élt. 2015-ben a Károli Gáspár Református Egyetem japán szakán diplomázott.

### Munkássága
Verseket 2004 óta publikál, ugyanebben az évben elnyerte a Mozgó Világ irodalmi folyóirat nívódíját költészet kategóriában Ijjas Tamással megosztva. Az Előszezon és a Telep Csoport tagja volt, utóbbiból egy év után 2007-ben kilépett. 2019-ben a Literarisches Colloquium Berlin ösztöndíjasa volt. 2020 óta az Erzsébetvárosi irodalmi ösztöndíj koordinátora.
Első verseskötete Dalok a magasföldszintről címmel jelent meg 2010-ben a L'Harmattan Kiadó gondozásában, amiért 2011-ben elnyerte az első kötetesnek járó Makói Medáliák díjat, illetve Móricz Zsigmond-ösztöndíjat kapott. Második verseskötete Polaroidok címmel jelent meg 2013-ban a Libri Kiadó gondozásában, ugyanebben az évben Horváth Péter irodalmi ösztöndíjra jelölték. 2014-ben a Libri Kiadó újra kiadta első verseskötetét. 2017 áprilisában Mielőtt megszólalsz címmel spoken word albumot jelentetett meg Boros Levente dobos közreműködésével. Harmadik verseskötete Rókák esküvője címmel 2018-ban jelent meg a Jelenkor Kiadó gondozásában, amelyért ugyanebben az évben Horváth Péter irodalmi ösztöndíjat, 2019-ben pedig Merítés-díjat kapott, a könyvet emellett Libri irodalmi díjra és AEGON művészeti díjra is jelölték. 2018-ban Babits Mihály műfordítói ösztöndíjat kapott. 2021-ben a válogatásában jelent meg a Helikon Zsebkönyvek sorozat 99. kötete 99 magyar vers címmel.
Szövegeit, verseit többek között angol, bolgár, lengyel, német és román nyelvekre fordították le.
Fordítóként, szerkesztőként, programszervezőként és szövegíróként dolgozik. A Szépírók Társaságának, a József Attila Körnek és a Slam Poetry Budapest egyesületnek is tagja.

## Művei

### Önálló verseskötetek
- Dalok a magasföldszintről (L’Harmattan, 2010)
- Polaroidok (Libri, 2013)
- Dalok a magasföldszintről (második kiadás) (Libri, 2014)
- Rókák esküvője (Jelenkor, 2018)
- Éjszaka a konyhában veled akartam beszélgetni (Jelenkor, Budapest, 2021)
- Hideg pizza (Okapi Press, Budapest, 2024)

### Szerkesztései
- 99 magyar vers (Helikon Zsebkönyvek 99.) (Helikon Kiadó, 2021)

### Műfordításai
Próza
- Sheena Patel: Megőrülök érted (Libertine, Budapest, 2025)
- John Waters: Okostojás, avagy egy mocskos vénember bölcsességei (Kalligram, Budapest, 2023)
- Lana Del Rey: Violet a fűben hátrahajol (Tóth Réka Ágnessel közösen, Jelenkor, Budapest, 2023)
- Jennifer Egan: Manhattan Beach (Jelenkor, 2021)
- Etgar Keret: Hét bő esztendő (Jelenkor, 2017)
- Jennifer Egan: Az elszúrt idő nyomában (Libri, 2013)
- Murakami Rjú: Casting (Libri, 2012)

Vers
- Dean Young, Ocean Vuong, Brenda Shaughnessy versei (angol nyelvből)
- Tamura Rjúicsi, Tanikava Suntaró, Mijazava Kendzsi, Ajukava Nobuó versei (japán nyelvből)

### Egyéb
- Győrfi Kata–Simon Márton–Kövér András Kövi: Slam.pont 2; bev. Csider István Zoltán, Pion István, kommentárok Kálmán C. György; Libri, Budapest, 2015
- Budapest Nagyregény. Budapest Brand Nonprofit Zrt., Bp., 2023 (társszerző)

## Díjai, jelölései
- 2019: AEGON művészeti díj (jelölés, shortlist)
- 2019: Libri irodalmi díj és közönségdíj (jelölés)
- 2019: Merítés-díj
- 2018: Horváth Péter irodalmi ösztöndíj
- 2018: Babits Mihály műfordítói ösztöndíj
- 2017: Literary Scholarship of the Visegrad Fund (Autumn/Krakow)
- 2013: Horváth Péter irodalmi ösztöndíj (jelölés)
- 2011: Móricz Zsigmond-ösztöndíj
- 2011: Makói Medáliák
- 2004: Mozgó Világ nívódíj

## Interjúk
- „Antológiát szerkeszteni idegállapot”, Jelenkor, 2021. március 26.
- „Ha Godzillával is működik, akkor tényleg jó”, Magyar Narancs, 2018. november 11.
- Simon Márton: "Néha meg vannak jó mondatok is, és a néha az már valami", Könyves Magazin, 2018. szeptember 7.

## Blog
- http://simonmarton.wordpress.com/